# 裏塩町
裏塩町（うらしおまち）は、愛知県名古屋市西区にある地名。1981年（昭和56年）、同区幅下二丁目・那古野一丁目の一部となり消滅。

## 地理
北に1丁目と南に2丁目が所在した。東は塩町、西は比米町・隅田町・五条町・橋詰町、南は橋詰町、北は小舟町1丁目に接していた。

### 学区
- 高等学校 - 尾張学区
- 中学校 - 名古屋市立菊井中学校
- 小学校 - 名古屋市立幅下小学校[2][3][4]（当時）

### 人口
国勢調査による人口の推移
| 1950年（昭和25年） | 96人  |  |
| 1955年（昭和30年） | 87人  |  |
| 1960年（昭和35年） | 614人 |  |
| 1965年（昭和40年） | 479人 |  |
| 1970年（昭和45年） | 371人 |  |
| 1975年（昭和50年） | 336人 |  |

## 歴史

### 地名の由来
塩町の裏に位置することによる。

### 沿革
- 1878年（明治11年）12月28日 - 従来の塩町裏を改称し、名古屋区裏塩町となる[1]。
- 1889年（明治22年）10月1日 - 名古屋市成立に伴い、同市裏塩町となる[1]。
- 1908年（明治41年）4月1日 - 西区成立に伴い、同区裏塩町となる[1]。
- 1981年（昭和56年）8月23日 - 住居表示の実施に伴い、西区幅下二丁目・那古野一丁目に編入され、消滅[1]。